# Kyocera Dome Osaka
El Kyocera Dome Osaka (también conocido como Osaka Dome) es un estadio multiusos de la ciudad de Osaka (Japón). Abierto en 1997, el estadio fue el pabellón del Osaka Kintetsu Buffaloes. En 2005, dada la unión entre el equipo local y el Orix BlueWave, el estadio pasó a ser uno de los estadios locales del Orix Buffaloes, junto al Skymark Stadium. El Hanshin Tigers también utiliza ocasionalmente el estadio, debido a que el propio se destina a otro uso durante el inicio de temporada y el mes de agosto.
Posee una capacidad máxima de 55.000 espectadores, aunque durante los partidos de béisbol ésta desciende hasta los 36.220.

## Eventos

### Música
| Lista de conciertos celebrados en el Osaka Dome | Lista de conciertos celebrados en el Osaka Dome | Lista de conciertos celebrados en el Osaka Dome | Lista de conciertos celebrados en el Osaka Dome | Lista de conciertos celebrados en el Osaka Dome |
| Año                                             | Fecha                                           | Artista                                         | Tour                                            | Asistencia                                      |
| ----------------------------------------------- | ----------------------------------------------- | ----------------------------------------------- | ----------------------------------------------- | ----------------------------------------------- |
| 2020                                            | 4-5 de enero                                    | Blackpink                                       | Blackpink World Tour (In Your Area)             | 81,931                                          |
| 2022                                            | 25-26 de junio                                  | NCT 127                                         | NCT 127 Neo City: 2nd Tour - The Link           | ―                                               |
| 2023                                            | 21-22 de enero                                  | Enhypen                                         | Enhypen World Tour: MANIFESTO                   | 80,371                                          |
| 2023                                            | 28-29 de enero                                  | Treasure                                        | Treasure Tour Hello                             | ―                                               |
| 2023                                            | 17-18-19 de febrero                             | NCT Dream                                       | The Dream Show 2: In A Dream                    | ―                                               |
| 2023                                            | 25-26 de febrero                                | Stray Kids                                      | Maniac World Tour                               | 79,331                                          |
| 2023                                            | 17-18 de mayo                                   | Seventeen                                       | Fanmeeting "Love"                               | ―                                               |
| 2023                                            | 3-4 de junio                                    | Blackpink                                       | Born Pink World Tour                            | 81,996                                          |
| 2023                                            | 1-2 de julio                                    | Tomorrow X Together                             | Act: Sweet Mirage                               | 71,757                                          |
| 2023                                            | 2-3 de septiembre                               | Enhypen                                         | Fate World Tour                                 | ―                                               |
| 2023                                            | 9-10 de septiembre                              | Stray Kids                                      | 5-Star Dome Tour 2023                           | ―                                               |
| 2023                                            | 7, 9-10 de diciembre                            | Seventeen                                       | Follow Tour                                     | —                                               |
| 2024                                            | 27-28 de enero                                  | Ed Sheeran                                      | +-=÷x Tour                                      | ―                                               |
| 2024                                            | 3-4 de febrero                                  | Treasure                                        | Reboot Tour                                     | ―                                               |
| 2024                                            | 7 de febrero                                    | Queen + Adam Lambert                            | The Rhapsody Tour                               | ―                                               |
| 2024                                            | 10-11 de febrero                                | NCT 127                                         | Neo City – The Unity                            | —                                               |
| 2026                                            | 21-22 de enero                                  | Lady Gaga                                       | The Mayhem Ball                                 | ―                                               |

## Nombre
Kyocera Document Solutions Incorporated, una subsidiaria de Kyocera, ha estado publicitando al estadio desde abril de 2003, pero desde el año 2006 posee los derechos de denominación del estadio por un contrato inicial de cinco años, que ha sido varias renovado, con el propietario Osaka City Dome Company Limited.